# Consapevolezza
In psicologia, con il termine consapevolezza si intende la capacità di essere a conoscenza di ciò che viene percepito e delle proprie risposte comportamentali. Si tratta di un processo cognitivo distinto da sensazione e percezione. 
Un'altra definizione la descrive come uno stato in cui un soggetto è a conoscenza di alcune informazioni quando tali informazioni sono direttamente disponibili per essere trasferite nella direzione di un'ampia gamma di processi comportamentali. Il concetto è spesso sinonimo di coscienza ed è anche inteso come coscienza stessa. Gli stati di consapevolezza sono anche associati agli stati di esperienza, in modo che la struttura rappresentata nella consapevolezza si rispecchi nella struttura dell'esperienza stessa.
Il concetto di consapevolezza è relativo. Un animale può essere parzialmente consapevole, oppure può essere consapevole a livello subconscio o anche profondamente consapevole di qualcosa. La consapevolezza può essere individuata in uno stato interno, quale ad esempio una sensazione viscerale, o la percezione sensoriale di eventi esterni. Un caso particolare di consapevolezza è la consapevolezza di sé, o autoconsapevolezza.

## Neuroscienze
La consapevolezza di base del proprio mondo interno ed esterno dipende dal tronco encefalico. Bjorn Merker, neuroscienziato indipendente a Stoccolma, in Svezia, sostiene che il tronco cerebrale supporta una forma elementare di pensiero cosciente nei neonati con idranencefalia. Le forme "superiori" di consapevolezza, compresa l'autocoscienza, richiedono contributi corticali, ma la "coscienza primaria" o "consapevolezza di base", come la capacità di integrare le sensazioni dall'ambiente con i propri obiettivi e sentimenti immediati al fine di guidare il comportamento, scaturisce dal tronco cerebrale, che gli esseri umani condividono con la maggior parte dei vertebrati. Lo psicologo Carroll Izard sottolinea che questa forma di coscienza primaria consiste nella capacità di generare emozioni e consapevolezza dei dintorni, ma non nella capacità di parlare di ciò che si è vissuto. Allo stesso modo, le persone possono prendere coscienza di una sensazione che non possono etichettare o descrivere, un fenomeno particolarmente comune nei bambini pre-verbali.
La consapevolezza può essere concettualizzata anche come una sorta di filtro che permette solo a certi stimoli di raggiungere il livello della coscienza. I sistemi neurali che regolano l'attenzione servono ad attenuare la consapevolezza negli animali complessi, il cui sistema nervoso centrale e periferico fornisce più informazioni di quante le aree cognitive del cervello possano assimilare. La capacità di rilevare consapevolmente un'immagine quando presentata come stimolo vicino alla soglia di consapevolezza varia tra le presentazioni. Un fattore sono i "cambiamenti di base" dovuti all'attenzione dall'alto verso il basso che modula l'attività cerebrale in corso nelle aree della corteccia sensoriale che influenza l'elaborazione neurale dei successivi giudizi percettivi. Tale distorsione dall'alto verso il basso può verificarsi attraverso due processi distinti: uno spostamento della linea di base guidato dall'attenzione e riflesso nelle onde alfa, e un bias di decisione riflesso nelle onde gamma nelle aree occipitali laterali.

## Teoria dei sistemi
La moderna teoria dei sistemi, che offre approfondimenti su come funziona il mondo attraverso la comprensione del fatto che tutti i sistemi seguono alcune regole, si occupa dell'autoconsapevolezza nella sua comprensione di come funzionano i grandi sistemi viventi complessi. Secondo Gregory Bateson, la mente è la dinamica dell'auto-organizzazione e la consapevolezza è cruciale nell'esistenza di questo processo. La moderna teoria dei sistemi sostiene che gli esseri umani, in quanto sistemi viventi, non solo hanno consapevolezza del loro ambiente ma anche autoconsapevolezza, in particolare con la loro capacità di logica e curiosità.
Gli sforzi per descrivere la coscienza in termini neurologici si sono concentrati sulla descrizione delle reti nel cervello che sviluppano la consapevolezza dei qualia sviluppata da altre reti. Poiché la consapevolezza fornisce i materiali da cui si sviluppano idee soggettive sulla propria esperienza, si dice che si è consapevoli del proprio stato di consapevolezza. Questa organizzazione della consapevolezza della propria esperienza interiore ha un ruolo centrale nell'autoregolazione.